# Switch (INXS)
Switch è l'undicesimo ed'ultimo album discografico in studio del gruppo musicale rock australiano INXS, pubblicato nel 2005.
Si tratta del primo disco con il nuovo cantante J.D. Fortune, dopo la morte del precedente vocalist Michael Hutchence, avvenuta nel 1997 Anticipato dal Singolo Pretty Vegas.

## Tracce
1. Devil's Party – 3:25
2. Pretty Vegas – 3:25
3. Afterglow – 4:08
4. Hot Girls – 3:30
5. Perfect Strangers – 4:12
6. Remember Who's Your Man – 3:28
7. Hungry – 4:47
8. Never Let You Go – 4:18
9. Like It or Not – 3:44
10. Us – 4:07
11. God's Top Ten – 4:54

## Gruppo
- Garry Beers - basso
- Andrew Farriss - chitarra, tastiere
- Tim Farriss - chitarra
- Jon Farriss - percussioni, batteria
- J.D. Fortune - voce
- Kirk Pengilly - chitarra, sax